# نظام المجموعة الثالثة لعلم تطور سلالات كاسيات البذور

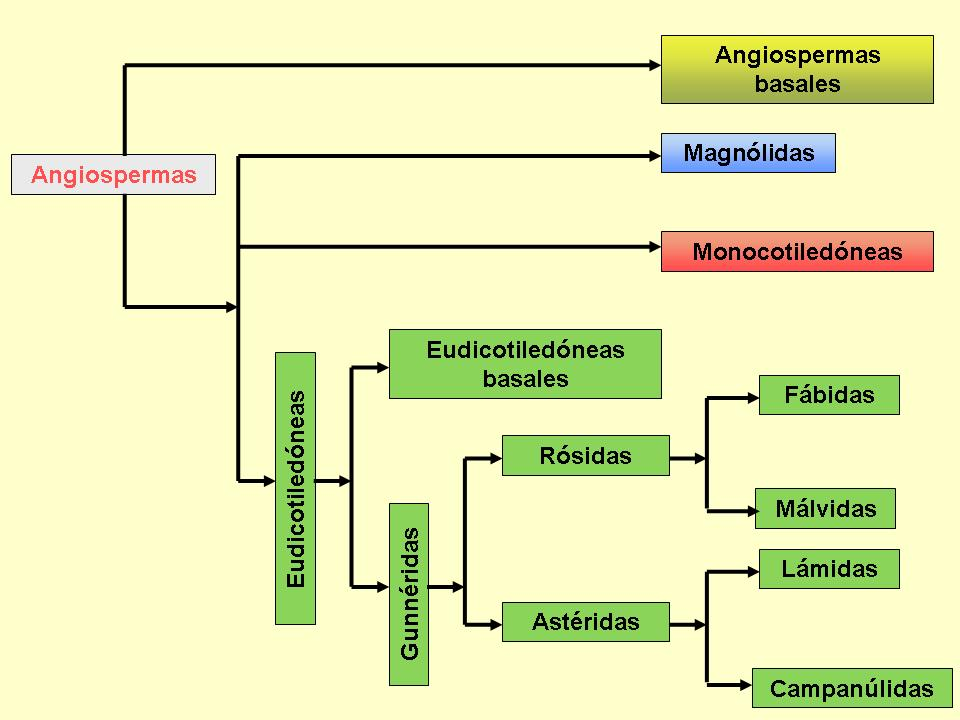

نظام المجموعة الثالثة لعلم تطور سلالات كاسيات البذور (اختصارا م.تس.كب 3) (بالإنجليزية: Angiosperm Phylogeny Group III system)‏ لتصنيف النبات هو الإصدار الثالث لنظام حديث يعتمد على علم الأحياء الجزيئية لتصنيف النباتات (كاسيات البذور) نشر في عام 2009 من قبل مجموعة علم تطور سلالات كاسيات البذور، بعد 6 سنوات ونصف السنة من الإصدار السابق، نظام المجموعة الثانية لعلم تطور سلالات كاسيات البذور.
يضم هذا النظام 45 رتبة من النظام السابق إضافة إلى 14 رتبة جديدة وهي:
- البقسيات (باللاتينية: Buxales)
- القديسيات (باللاتينية: Zygophyllales)
- الكرميات (باللاتينية: Vitales)
- النيلوفريات (باللاتينية: Nymphaeales)
- ورقيات الزهر (باللاتينية: Chloranthales)
- Petrosaviales
- Amborellales
- Trochodendrales
- Paracryphiales
- Huerteales
- Bruniales
- Escalloniales
- Berberidopsidales
- Picramniales